# McDull, Prince de la Bun
Série
McDull dans les nuages
(2001) McDull, the Alumni
(2006)
Pour plus de détails, voir Fiche technique et Distribution.
McDull, Prince de la Bun (麥兜菠蘿油王子, Mak Dau: Bo lo yau wong ji) est un film d'animation hongkongais réalisé par Toe Yuen et sorti en 2004 à Hong Kong. Le personnage de McDull (en) est un petit cochon anthropomorphique issu des bande-dessinées d'Alice Mak (en) et Brian Tse (en).
La précédente adaptation de l'œuvre pour enfants, McDull dans les nuages, est sortie en 2001. Sa suite, McDull, the Alumni (en), sort en 2006.
Il totalise 19 218 759 HK$ de recettes au box-office.

## Synopsis
Pour lui assurer un meilleur avenir, Mme Mc envoie son fils McDull (en) dans de nombreuses classes différentes et hypothèque également sa future tombe. Inspirée par J. K. Rowling, elle s’essaye à l’écriture. Au coucher, elle raconte à McDull l’histoire qu’elle a écrite bien qu'il lui demande sans cesse de lui lire Harry Potter. L'histoire qu'elle a écrite est en fait l'histoire du père de McDull, McBing, Prince de la Bun.

## Fiche technique
- Titre original : 麥兜菠蘿油王子
- Titre international : McDull, Prince de la Bun
- Réalisation : Toe Yuen
- Scénario : Brian Tse (en)
- Montage : Toe Yuen, Lee Chun-man et Brian Tse (en)
- Musique : Steve Ho
- Production : Brian Tse (en)
- Société de production : Bliss Pictures et Lunchtime Production
- Société de distribution : Bliss Production
- Pays d'origine :  Hong Kong
- Langue originale : cantonais
- Format : couleur
- Genre : animation
- Durée : 78 minutes
- Dates de sortie :
  -  Hong Kong : 24 juin 2004
  -  Taïwan : 19 novembre 2004
  -  Japon : 11 mars 2006

## Distribution
- Andy Lau : McBing
- Sandra Ng : Mme McBing/Queen
- Anthony Wong : le principal/le docteur/le serveur
- Jan Lamb (en) : l'annonceur pour la sépulture
- Chet Lam (en) : le jeune McDull (en)
- May Che : la femme au foyer/la diseuse de bonne aventure
- Eman Lam (en) : Miss Chan
- Cedric Chan : la voix fantôme
- Tsai Cheng-nan : Harry de Harry Pizza
- Lee Wing-yin : McDull
- The Pancakes (en) : la jeune Mme Bing
- Michael Girad : Jo Jo Ma